# ألبرت واتسون (لاعب كرة قدم)
ألبرت واتسون (بالإنجليزية: Albert Watson)‏ (19 أغسطس 1903 في المملكة المتحدة - ) هو لاعب كرة قدم بريطاني في مركز الوسط. لعب مع نادي بلاكبول ونادي هاليفاكس تاون ونادي غيتزهد.

## وصلات خارجية
- ألبرت واتسون على موقع قاعدة بيانات كرة القدم.إي يو (الإنجليزية)